# Dialeurodes keralaensis
Dialeurodes keralaensis là một loài côn trùng cánh nửa trong họ Aleyrodidae, phân họ Aleyrodinae.
Dialeurodes keralaensis được Meganathan & David miêu tả khoa học đầu tiên năm 1994.